# Puchar Polski w piłce nożnej kobiet (2017/2018)
Puchar Polski w piłce nożnej kobiet 2017/2018 – 34. edycja rozgrywek o piłkarski Puchar Polski kobiet, zorganizowana przez Polski Związek Piłki Nożnej na przełomie 2017 i 2018 roku. Trofeum zdobył Górnik Łęczna, pokonując 3:1 w meczu finałowym na Stadionie Miejskim w Łodzi Czarnych Sosnowiec.

## Wyniki

### I runda
| 11 października 2017 19.00 CET | Akademia Orlik Jelenia Góra · Klaudia Chrabąszcz 3' · Joanna Płonowska 10' · Nikola Żurawska 15' | 3:13:0 | Gwiazda Prószków · Klaudia Gogolok 72' |  |
|                                |                                                                                                  |        |                                        |  |

| 18 października 2017 18.30 CET | Helios Białystok · Anita Kulesza 41' · Karolina Wojdałowicz 43' · Martyna Kopeć 86' | 3:02:0 | Praga Warszawa |  |
|                                |                                                                                     |        |                |  |

| 18 października 2017 17.00 CET | WAP Włocławek · Julia Jasińska 21' | 1:21:1 | KKP Stomil Olsztyn · Sandra Bukowska 26', 64' |  |
|                                |                                    |        |                                               |  |

| 18 października 2017 13.00 CET | Victoria Sianów | 0:20:1 | Lechia Gdańsk · Agata Kuczyńska 19' · Julia Włodarczyk 69' |  |
|                                |                 |        |                                                            |  |

| 18 października 2017 15.30 CET | Sokół Kolbuszowa Dolna · ? 80' | 1:1 (k. 6:5)0:1 | AZS PSW Biała Podlaska · Oleksandra Hlukha 38' |  |
|                                |                                |                 |                                                |  |

| 18 października 2017 13.30 CET | Hetmanki Włoszczowa | 0:60:1 | Tarnovia Tarnów · Katarzyna Białoszewska 21', 65', 90' · Justyna Kapustka 50' · Karolina Piwowarczyk 77' · Paulina Wołek 81' |  |
|                                |                     |        | |  |

| 18 października 2017 18.00 CET | GKS Katowice · Natalia Nosalik 18', 20' · Nicol Wojtas 23' · Marlena Konieczna 51' · Wiktoria Nowak 56' · Aleksandra Noras 65' · Angelika Łąckiewicz 67' | 7:13:0 | UKS SMS II Łódź · Julia Kobylińska 53' |  |
|                                | |        |                                        |  |

| 19 listopada 2017 11.00 CET | ZTKKF Stilon Gorzów Wielkopolski · Karolina Karaczyn 49' · Agnieszka Tomczyk 52' | 2:10:0 | Medyk II Konin · Klaudia Nogalska 56' |  |
|                             |                                                                                  |        |                                       |  |

### 1/8 finału
| 15 listopada 2017 15.00 CET | Lechia Gdańsk · Julia Włodarczyk 80' | 1:110:4 | Medyk Konin · Nikol Kaletka 8' · Anastasia Shuppo 27', 50' · Liliana Kostova 34', 45' · Anna Gawrońska 53', 80' · Patrycja Balcerzak 62' · Klaudia Olejniczak 66' · Krystyna Sikora 77', 82' |  |
|                             |                                      |         | |  |

| 19 listopada 2017 13.00 CET | Sokół Kolbuszowa Dolna | 0:20:0 | AZS UJ Kraków · Weronika Wójcik 68' · Anna Zapała 78' |  |
|                             |                        |        |                                                       |  |

| 22 listopada 2017 18.00 CET | Akademia Orlik Jelenia Góra · Nikola Raszkowska 35' | 1:71:4 | AZS PWSZ Wałbrzych · Oliwia Rapacka 3' · Jagoda Szewczuk 15', 23' · Weronika Aszkiełowicz 29' · Monika Kędzierska 78' · Anna Rędzia 81' · Julia Kowalczyk 89' |  |
|                             |                                                     |        | |  |

| 25 listopada 2017 13.00 CET | KKP Stomil Olsztyn | 0:30:1 | UKS SMS Łódź · Maja Osińska 23' · Angelika Kołodziejek 77' · Klaudia Jedlińska 89' |  |
|                             |                    |        |                                                                                    |  |

| 29 listopada 2017 17.30 CET | Helios Białystok | 0:170:7 | Górnik Łęczna · Dżesika Jaszek 10', 21', 56', 65', 79', 90' · Natasza Górnicka 13' · Emilia Zdunek 17' · Ewelina Kamczyk 40', 44' · Anna Sznyrowska 43', 51', 52' · Agata Guściora 46', 82' · Agnieszka Jędrzejewicz 49' · Sylwia Matysik 62' |  |
|                             |                  |         | |  |

| 29 listopada 2017 12:00 CET | ZTKKF Stilon Gorzów Wielkopolski | 0:50:2 | Olimpia Szczecin · Nataliia Hryb 5', 30' · Natalia Niewolna 69' · Aleksandra Sudyk 80' · Weronika Szymaszek 84' |  |
|                             |                                  |        | |  |

| 29 listopada 2017 18.30 CET | GKS Katowice | 0:40:2 | AZS Wrocław · Joanna Wróblewska 39' · Kamila Czudowska 43', 69', 77' |  |
|                             |              |        |                                                                      |  |

| 30 listopada 2017 12.15 CET | Tarnovia Tarnów | 0:20:0 | Czarni Sosnowiec · Anna Šmídová 57' · Karolina Wieczorek 84' |  |
|                             |                 |        |                                                              |  |

### Ćwierćfinały
| 24 lutego 2018 17.00 CET | Czarni Sosnowiec · Marta Cichosz 43' | 1:0 | Medyk Konin |  |
|                          |                                      |     |             |  |

| 24 lutego 2018 11.00 CET | Olimpia Szczecin · Patrycja Michalczyk 80' (k.) | 1:00:0 | UKS SMS Łódź |  |
|                          |                                                 |        |              |  |

| 24 lutego 2018 12.00 CET | Górnik Łęczna · Ewelina Kamczyk 1', 49', 78' (k.) · Agata Guściora 45' · Dżesika Jaszek 47', 75' | 6:02:0 | AZS Wrocław |  |
|                          |                                                                                                  |        |             |  |

| 24 lutego 2018 12.00 CET | AZS PWSZ Wałbrzych · Julita Głąb 11' · Jolanta Siwińska 70' | 2:11:0 | AZS UJ Kraków · Justyna Maziarz 46' |  |
|                          |                                                             |        |                                     |  |

### Półfinały
| 28 kwietnia 2018 11.00 CET | Czarni Sosnowiec · Patrícia Hmírová 58' (k.) | 1:00:0 | Olimpia Szczecin |  |
|                            |                                              |        |                  |  |

| 28 kwietnia 2018 11.00 CET | Górnik Łęczna · Gabriela Grzywińska 2' · Ewelina Kamczyk 32' · Agata Guściora 40' · Dżesika Jaszek 47' · Emilia Zdunek 70' (k.) · Ana Jelenčić 90' | 6:03:0 | AZS PWSZ Wałbrzych |  |
|                            | |        |                    |  |

### Finał
| 31 maja 2018 17.00 CET | Górnik Łęczna · Agata Guściora 8' · Patrícia Fischerová 15' (sam.) · Dżesika Jaszek 46' | 3:12:1 | Czarni Sosnowiec · Patrícia Hmírová 42' | Stadion Miejski, Łódź Widzów: 1000 Sędzia: Katarzyna Lisiecka-Sęk |
|                        |                                                                                         |        |                                         |                                                                   |